# Пэрриш, Джанель
Джанель Мелани Пэрриш (англ. Janel Meilani Parrish; род. 30 октября 1988) — американская актриса и певица. Наиболее известна благодаря ролям Джейд в фильме «Братц» и Моны Вондервол в телесериалах «Милые обманщицы» и «Милые обманщицы: Перфекционистки».

## Карьера
Джанель Пэрриш начала играть на фортепиано в возрасте шести лет.
Первую известность Джанель получила, победив в местном конкурсе талантов на Гавайях в возрасте 14 лет. 3 января 2003 года она появилась в возобновлённой программе Star Search, исполнив песню «On My Own». Судьями были Наоми Джадд, Бен Стейн, Кэрол Лейфер и Джек Осборн. Стейн отметив, что у неё «много талантов, но это вовсе не вершина», дал ей четыре звезды, также как и Осборн, который просто назвал её исполнение «хорошим». Лейфер отметила, что у неё «замечательный бродвейский голос» и дала ей три звезды. Наконец, Джадд была наименее щедрой, заявив: «У вас есть будущее в мюзиклах, но вам нужно работать. Вам нужно практиковаться» и дала ей две звезды. После этого Пэрриш обошла конкурентка Тиффани Эванс, которая получила пять звёзд от всех четырёх судей.
Впоследствии Пэрриш победила на кастинге для постановки «Отверженные», где девушке досталась роль Козетты.
Эта же роль, но уже на Бродвее, позволила актрисе показать не только свои актёрские, но и вокальные данные. Также она приняла участие в постановке мюзикла «Убить пересмешника» в роли Скаут.
В 1999 году актриса сыграла второстепенного персонажа в сериале «Too Rich: The Secret Life of Doris Duke». Затем последовали незначительные роли в «Спасателях Малибу» и сериале «Герои».
В 2007 году Джанель подписала контракт с Geffen Records на запись своего первого альбома. Первый сингл «Rainy day», который она записала, и сняла на него клип, был выпущен 7 июля 2007 года. Сингл попал в саундтрек фильма «Bratz», а также она снялась в клипе Prima J «Rockstar», который тоже вошёл в саундтрек фильма. Снялась она и в клипе группы NLT «She said, i said», где она исполняла бэк-вокал.
После этого актриса сыграла роль Моны Вондервол в сериале «Милые обманщицы». В марте 2012 года Джанель Пэрриш была повышена до статуса члена постоянного состава сериала в третьем сезоне.
Джанель Пэрриш вернулась к театральной сцене в бродвейский мюзикл «Spring awakening» от «Over the moon productions» в роли Анны и дублёрши Линдси Пирс, которая играла Вендлу.
В конце 2012 года Джанель снялась в эпизоде сериала «Гавайи 5.0» в качестве приглашённой актрисы. Также она получила главную роль в фильме «The concerto».

## Личная жизнь
В сентябре 2016 года Пэрриш начала встречаться с инженером-химиком Крисом Лонгом. Они обручились в октябре 2017 года и поженились 8 сентября 2018 года на ранчо Куалоа, Оаху, Гавайи.

## Фильмография
| Год       |     | Русское название                       | Оригинальное название                   | Роль                |
| --------- | --- | -------------------------------------- | --------------------------------------- | ------------------- |
| 1999      | с   | Спасатели Малибу                       | Baywatch                                | Нина                |
| 1999      | тф  | Тайная жизнь Дорис Дюк                 | Too Rich: The Secret Life of Doris Duke |                     |
| 2000      | тф  | Джеппетто                              | Geppetto                                |                     |
| 2003      | с   |                                        | The O'Keefes                            | Ванесса             |
| 2004      | с   | Шоу Берни Мака                         | The Bernie Mac Show                     | Лора                |
| 2006      | с   | Зоуи 101                               | Zoey 101                                | Сара                |
| 2006      | с   | Одинокие сердца                        | The O.C.                                | Леа                 |
| 2007—2008 | с   | Герои                                  | Heroes                                  | Мэй                 |
| 2007      | ф   | Братц                                  | Bratz: The Movie                        | Джейд               |
| 2009      | с   | Тру Джексон                            | True Jackson, VP                        | Кайла               |
| 2009      | ф   | Зажги этим летом!                      | Fired Up!                               | Лана                |
| 2009      | ф   | Апрельские дожди                       | April Showers                           | Викки               |
| 2010—2017 | с   | Милые обманщицы                        | Pretty Little Liars                     | Мона Вандервол      |
| 2010      | ф   | Смелые игры                            | Triple Dog                              | Сесили Гербер       |
| 2011      | с   | Гавайи 5.0                             | Hawaii Five-0                           | Ребекка Файн        |
| 2011      | ф   |                                        | One Kine Day                            | Лейлани             |
| 2011      | ф   | Давай поженимся                        | Knots                                   | Хоку                |
| 2012      | с   | Мария                                  | Marie                                   |                     |
| 2012      | ф   | Селеста и Джесси навеки                | Celeste and Jesse Forever               | Саванна             |
| 2013      | кор | В те ночи                              | To Those Nights                         | Одри                |
| 2013      | кор |                                        | Something Wicked                        | Ронни               |
| 2014      | с   | До смерти красива                      | Drop Dead Diva                          | Челси Джонс         |
| 2014      | тф  |                                        | High School Possession                  | Лорен Брэди         |
| 2015      | с   | Тайны Лауры                            | The Mysteries of Laura                  | Джиллиан Хэвенмейер |
| 2015      | ф   |                                        | The Concerto                            | Лиза Вагнер         |
| 2018      | ф   | Всем парням, которых я любила раньше   | To All the Boys I've Loved Before       | Марго Сонг Кови     |
| 2019      | с   | Милые обманщицы: Перфекционистки       | Pretty Little Liars: The Perfectionists | Мона Вондервол      |
| 2020      | ф   | Всем парням: P.S. Я все еще люблю тебя | To All the Boys: P.S. I Still Love You  | Марго Сонг Кови     |
| 2021      | ф   | Всем парням: С любовью...              | To All the Boys: Always and Forever     | Марго Сонг Кови     |
| 2021      | ф   | Рождество отменяется                   | Christmas Is Cancelled                  | Бренди Барнс        |
| 2022      | ф   | Пока мы не встретимся вновь            | Until We Meet Again                     | Лиза Вагнер         |
| 2022      | ф   | Рэй                                    | Ray                                     | Вера                |
| 2023      | ф   | Семейные тайны: Похороненное прошлое   | Family History Mysteries: Buried Past   | Софи Маккларен      |

## Награды и номинации
| Год  | Награда            | Номинация                                | Работа              | Роль           | Результат |
| ---- | ------------------ | ---------------------------------------- | ------------------- | -------------- | --------- |
| 1999 | Po'okela Awards    | Лучшая главная женская роль в спектакле  | Убить пересмешника  | Скаут Финч     | Номинация |
| 2000 | Po'okela Awards    | Лучшая главная женская роль в мьюзикле   | Here’s love         | Сьюзан Уолкер  | Номинация |
| 2002 | Po'okela Awards    | Лучшая главная женская роль в мьюзикле   | На крыльях стрекозы | Венди Уотербаг | Номинация |
| 2008 | Золотая малина     | Худшая женская роль                      | Братц               | Джейд          | Номинация |
| 2012 | Teen Choice Awards | Лучшая ТВ-злодейка                       | Милые обманщицы     | Мона Вондервол | Победа    |
| 2013 | Teen Choice Awards | Лучшая ТВ-злодейка                       | Милые обманщицы     | Мона Вондервол | Победа    |
| 2014 | Teen Choice Awards | Лучшая ТВ-злодейка                       | Милые обманщицы     | Мона Вондервол | Номинация |
| 2016 | Teen Choice Awards | Лучшая ТВ-злодейка                       | Милые обманщицы     | Мона Вондервол | Победа    |
| 2017 | Teen Choice Awards | Лучшая ТВ-злодейка                       | Милые обманщицы     | Мона Вондервол | Победа    |
| 2013 | TV Guide Awards    | Лучший злодей (вместе с Кигэном Алленом) | Милые обманщицы     | Мона Вондервол | Номинация |